# 特里尼蒂河 (德克薩斯州)
在美國德克薩斯州，特里尼蒂河是一條長約506英里（815公里）的河流。河流發源自德克薩斯州的北部，其流域完全位於州內，面積為17,970平方英里（46,540平方公里）。

## 命名
1687年，法國探險家勒內-羅貝爾·卡弗利耶·德·拉薩勒在穿越德克薩斯州時發現了這條河流，並將其命名為「獨木舟河」（法語：Riviere des canoës）。1690年，西班牙探險家阿隆索·德·利昂在搜索位於拉瓦卡灣的法國哨站時發現了這條河流，並以神學術語「三位一體」（西班牙語：Trinidad）將其命名為「特里尼蒂河」（西班牙語：La Santísima Trinidad）。1691年，另一位西班牙探險家多明哥·泰蘭·德·洛斯·里奧斯亦為這條河流命名。但由於「特里尼蒂河」這個名稱更為常用，因此當其他西班牙探險家到達特里尼蒂河河谷時，當地的原住民則告訴他們這條河名為「特里尼蒂河」，而後來的探險家亦一致使用這個名字。

## 流向
特里尼蒂河有四條分汊，分別是西邊支流、克利爾支流、榆木支流及東邊支流。西邊支流源於阿徹縣，河水先往東南方流經布里奇波特湖和鷹山湖，及後往東方流經沃斯湖和沃斯堡。克利爾支流源於韋瑟福德的北部，河水會先往東南方流經韋瑟福德湖（Lake Weatherford）和本布魯克湖，及後往東北方流經沃思堡，並在沃思堡市中心附近與西邊支流匯合。榆木支流從蓋恩斯維爾附近往南流，流經雷·羅伯茨湖和登頓市以東，及後流入路易斯維爾湖。西邊支流及榆木支流在流經達拉斯時合流，從而形成特里尼蒂河。而東邊支流則源於麥金尼附近，河水先後流經拉馮湖和雷·哈伯德湖，並最終在達拉斯的東南方與特里尼蒂河匯合。與數條分汊匯合後的特里尼蒂河會往南流，先後流經里奇蘭溪野生動物管理區（Richland Creek Wildlife Management Area）、大湖底野生動物管理區（Big Lake Bottom Wildlife Management Area）及特里尼蒂縣附近，並流入位於山姆·休斯敦國家森林東北面的利文斯頓湖。離開利文斯頓湖，特里尼蒂河會繼續往南流，最終在錢伯斯縣流入位於加爾維斯頓灣北部的特里尼蒂灣。

## 公共工程

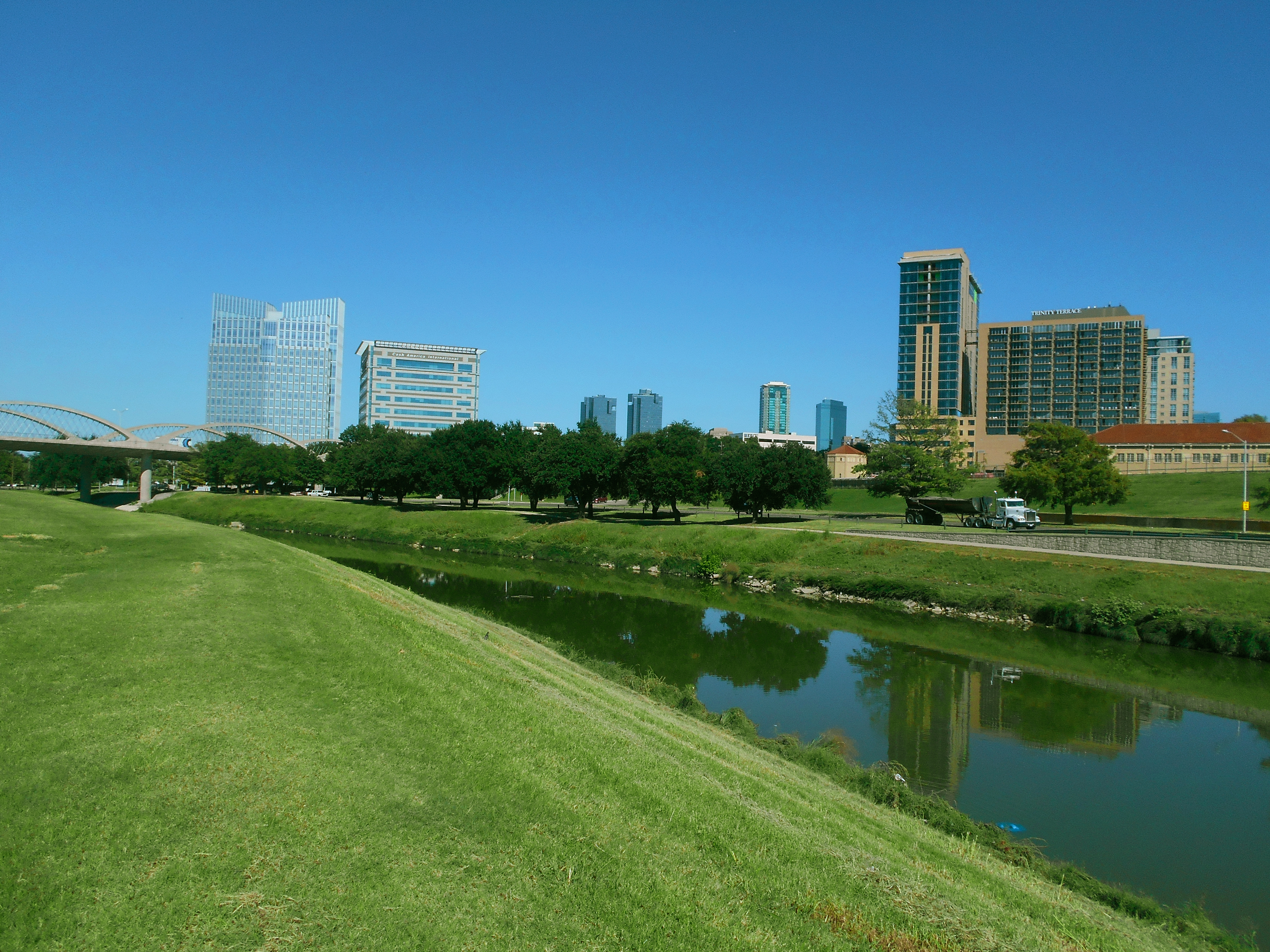
位於沃思堡市中心、鄰近西七街的特里尼蒂河。

在1890年代，一群商人為了促進特里尼蒂河的河道交通，因而組建了特里尼蒂河航行公司（Trinity River Navigation Company）。這間公司後來建造了一艘挖泥船來進行疏浚工程，並成功使河流通航。達拉斯市政府其後說服國會，促使聯邦政府調查特里尼蒂河並找出哪裡可以興建閘壩，以提升河流的通航能力。1909年，美國陸軍工兵部隊在達拉斯市13英里（21）外的麥科馬斯崖（McCommas Bluff）附近建造了第1座閘壩。最初聯邦政府的計劃是從達拉斯至特里尼蒂灣興建37座閘壩，而國會亦每年撥款予這個項目，但最終因美國參與第一次世界大戰而停止。1921年，這個航行項目因成本太高而被放棄。最終，聯邦政府在特里尼蒂河所興建的只有1號、2號、4號、6號、7號、20號及25號閘壩。
1998年，時任達拉斯市市長的罗恩·柯克提出了一項旨在修整流經達拉斯的河流的計劃——「特里尼蒂河計劃」。選民們其後投票通過了一項債券計劃，以資助河流清理、公園設施的建設、野生動植物棲息地、防洪堤等防洪設備以及相關的道路建設。2004年，特里尼蒂信託基金會成立，以提高公眾意識及獲得私人資金來支持特里尼蒂河計劃，包括瑪格麗特·亨特·希爾大橋、瑪格麗特·麥克德莫特大橋、羅恩·柯克大橋及其他設施。

## 洪水及防洪措施
特里尼蒂河在1844年、1866年、1871年及1890年都曾經發生過洪災，但唯獨在1908年春季發生的洪災推動了政府對特里尼蒂河的治理。1908年5月下旬，德克薩斯州廣泛地區受大雨影響，而阿比林市更在5月22日至23日這24小時內錄得6.78英寸（172）的降雨量。其後洪災發生，淹沒了特里尼蒂河流域及努埃塞斯河流域。而在達拉斯市，特里尼蒂河的水位上升至52.6英尺（16.0）並估計約2英里（3.2）寬。這次洪災導致5人死亡，超過4,000名居民無家可歸，財產損失估計為250萬美元。而達拉斯市的大部份基礎設施亦因這次洪災而受損，包括供水廠和供電廠被淹沒，橋樑及鐵路設施遭到損壞，所有的電話和電報服務中斷。此外，成千上萬的牲畜被洪水淹死，有部份的牲畜更被洪水沖至樹頂，而隨著洪水的消退，屍體腐爛的惡臭更籠罩著整個城市。

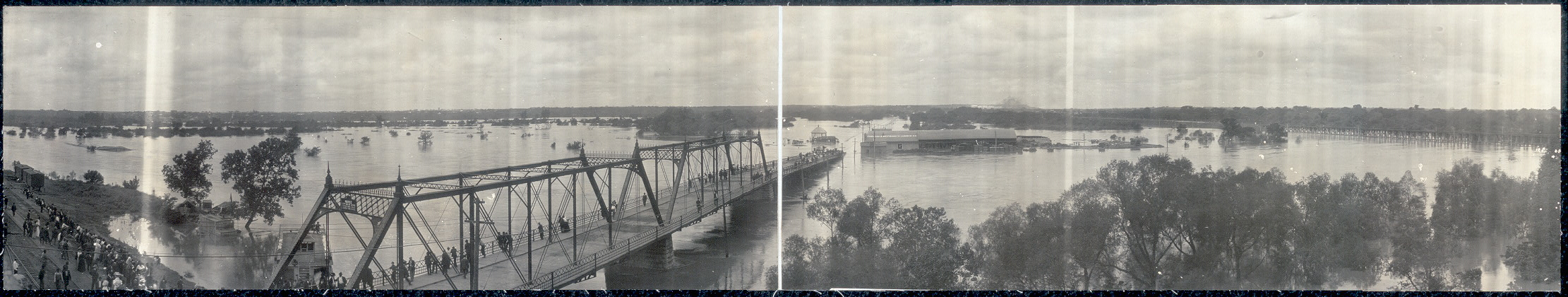
發生於1908年7月8日的特里尼蒂河洪災。

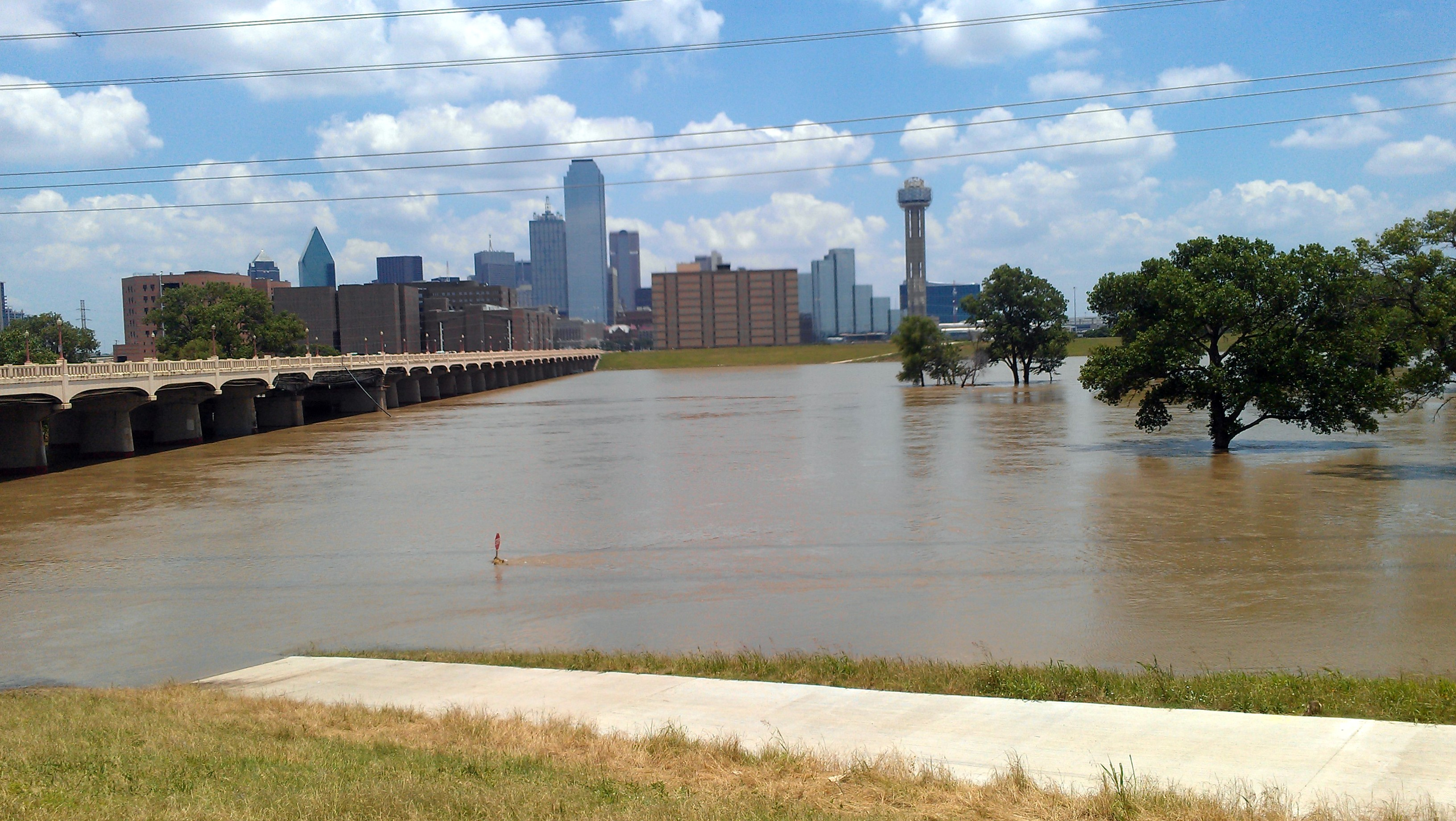
2015年6月，位於達拉斯市的特里尼蒂河出現洪災，洪水一度淹至防洪堤。

1908年的這次洪災促使達拉斯商會在翌年邀請了城市規劃師喬治·凱斯勒來達拉斯市並提出解決方案。當凱斯勒到達達拉斯市時，發現街道、鐵軌及倉庫的位置亂七八糟，而街區亦不連貫，明顯沒有經過精心的城市規劃。於是，凱斯勒草擬了一份能解決達拉斯市許多問題的計劃，包括特里尼蒂河洪水、危險的平交道口、狹窄而彎曲的市中心街道以及中央林蔭大道的建設等。但後來因第一次世界大戰爆發，這份被稱為「凱斯勒計劃」（Kessler Plan）的方案從未實施，而1930年代達拉斯市才建立了符合凱斯勒設想的特里尼蒂河堤防系統。
「達拉斯泄洪水道項目」（Dallas Floodway System）是一項由達拉斯市與美國陸軍工兵部隊聯合參與的項目。這個聯邦項目為達拉斯市提供全面的洪水風險管理，以支持實現區域環境、娛樂、交通和經濟發展的方式。泄洪水道由37公里的土堤、抽水站，重力水閘及沿特里尼蒂河修建的壓力暴雨下水道組成。1950年代，美國陸軍工兵部隊加強和改進了這個項目內的堤防和內部排水系統，以減少發生洪災的風險。2009年，美國陸軍工兵部隊對項目進行定期檢查，並將特里尼蒂河的堤防評為「不可接受」，指其無法承受每百年一次的洪水。而在2014年時，美國陸軍工兵部隊再次進行定期檢查，並將特里尼蒂河的堤防評為「符合最低要求」。

## 文獻引用
- Benke, Arthur C.; Cushing, Colbert E. . Burlington, MA: Elsevier Academic Press. 2005. ISBN 978-0-12-088253-3 （英语）.
- Burnett, Jonathan. . College Station, TX: Texas A&M University Press. 2008. ISBN 978-1-58544-590-5 （英语）.
- Payne, Darwin. . Woodland Hills, CA: Windsor Publications. 1982. ISBN 978-0-89781-034-0 （英语）.
- United States War Department. . Washington, DC: U.S. Government Printing Office. 1919 （英语）.

## 外部連結
- 德克薩斯州特里尼蒂河管理局美國國會圖書館的存檔，存档日期2002-09-14